# Y̨
Cette page contient des caractères spéciaux ou non latins. S’ils s’affichent mal (▯, ?, etc.), consultez la page d’aide Unicode.
Y̨ (minuscule : y̨), ou Y ogonek, est un graphème utilisé dans l’alphabet dalécarlien et elfdalien. Il s'agit de la lettre Y diacritée d'un ogonek.

## Utilisation
John Peabody Harrington (en) utilise le y̨ dans un ouvrage sur le vocabulaire kiowa, publiée en 1928, pour représenter une consonne spirante palatale voisée nasalisée.

## Représentations informatiques
Le Y ogonek peut être représenté avec les caractères Unicode suivants
- décomposé (latin de base, diacritiques) :

| formes    | représentations | chaînes de caractères | points de code | descriptions                                 |
| --------- | --------------- | --------------------- | -------------- | -------------------------------------------- |
| capitale  | Y̨               | Y◌̨                    | U+0059 U+0328  | lettre majuscule latine y diacritique ogonek |
| minuscule | y̨               | y◌̨                    | U+0079 U+0328  | lettre minuscule latine y diacritique ogonek |